# Sven Sjöblom (fotbollsspelare)

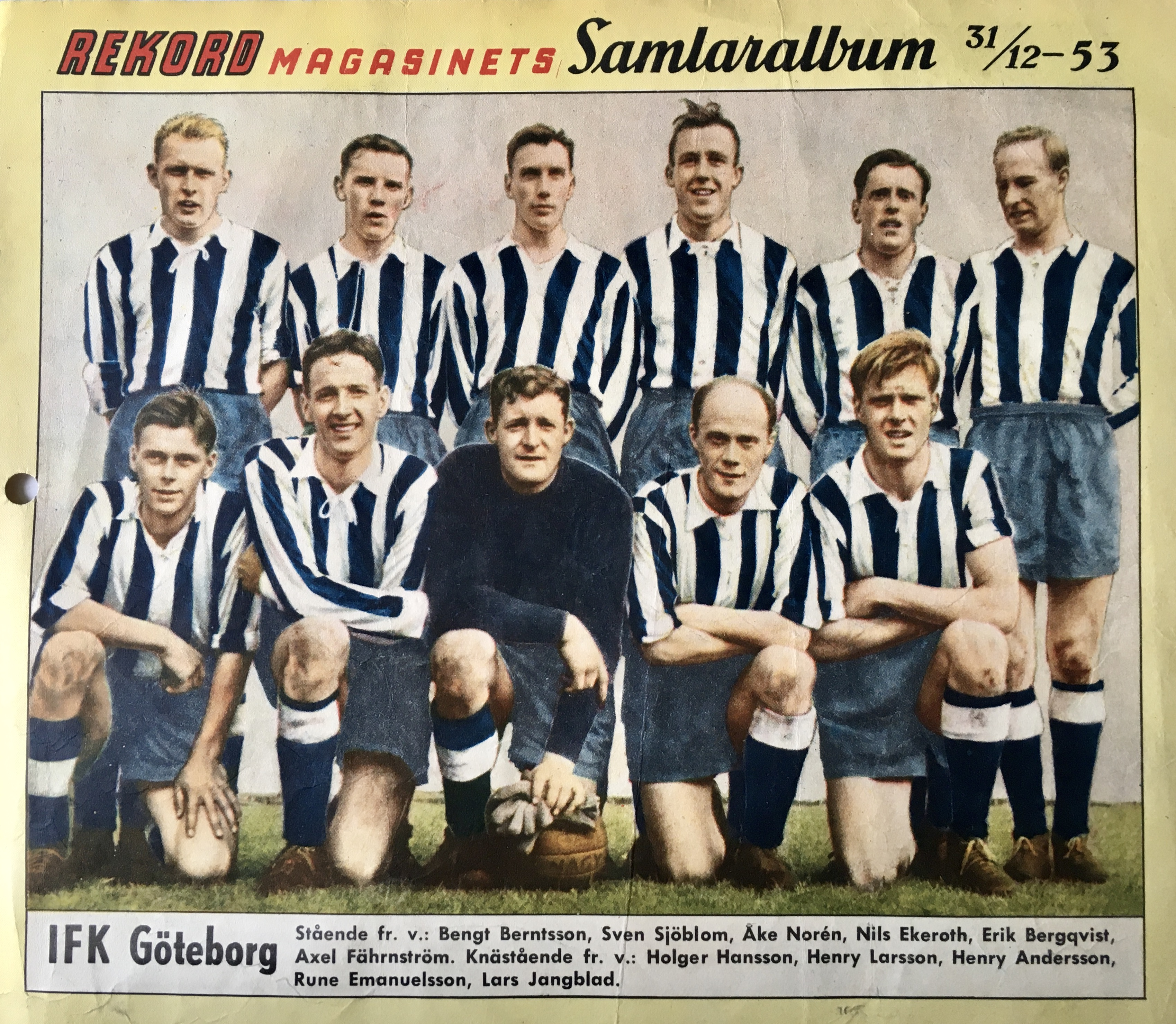
IFK Göteborg 1953 med följande spelare stående från vänster: Bengt "Fölet Berndtsson, Sven Sjöblom, Åke Norén, Nils Ekeroth, Erik Bergqvist, Axel Fährnström – knästående från vänster: Holger Hansson, Henry Larsson, Henry Andersson, Rune Emanuelsson och Lars Jangblad.

Sven Helge Sjöblom, född 29 januari 1929 i Göteborgs Carl Johans församling, Göteborg, död 23 februari 2012 i Askims församling, Göteborg, var en svensk fotbollsspelare (vänsterinner) i IFK Göteborg.
Sjöblom spelade i IFK Göteborg 1949–1956 och gjorde sammanlagt 180 A-lagsmatcher och 102 mål, varav 79 matcher och 17 mål i Allsvenskan.
Sjöblom var bosatt i Askim i Göteborg tillsammans med sin fru fram till sin bortgång. Han är begravd på Västra kyrkogården i Göteborg.